# Премія «Сатурн» за найкращий грим
Премія «Сатурн» за найкращий грим — категорія премії Сатурн, яку вручає Академія наукової фантастики, фентезі та фільмів жахів. Категорія заснована у 1974 році. Рік Бейкер є рекордсменом за кількістю перемог — 7 та за кількістю номінацій — 17.

## Лауреати і номінанти
• Лауреати виділені окремим кольором.

### 1974—1980
| Рік              | Гример(и)                                             | Фільм                             |
| ---------------- | ----------------------------------------------------- | --------------------------------- |
| 2-а (1974)       |                                                       |                                   |
| • Дік Сміт       | Екзорцист                                             |                                   |
| 3-тя (1976)      |                                                       |                                   |
| Вільям Дж. Таттл | Молодий Франкенштейн                                  |                                   |
| Вільям Дж. Таттл | 4-а (1977)                                            | Втеча Логана                      |
|                  | 4-а (1977)                                            |                                   |
| 5-а (1978)       | • Стюарт Фріборн та Рік Бейкер                        | Зоряні війни: Нова надія          |
| 5-а (1978)       | • Карло Рамбальді, Боб Вестморленд та Томас Р. Берман | Близькі контакти третього ступеня |
| 5-а (1978)       | • Дік Сміт                                            | Страж                             |
| 5-а (1978)       | • Джон Чемберс                                        | Острів доктора Моро               |
| 5-а (1978)       | • Томас Р. Берман                                     | Демонічне сім'я                   |
| 6-а (1979)       | • Вільям Дж. Таттл та Рік Бейкер                      | Лють                              |
| 6-а (1979)       | • Едуард Ф. Енрикес та Томас Р. Берман                | Вторгнення викрадачів тіл         |
| 6-а (1979)       | • Джо МакКінні та Томас Р. Берман                     | Маніту                            |
| 6-а (1979)       | • Стен Вінстон                                        | Чарівник                          |
| 6-а (1979)       | • Лі Харман, Вінсент Каллаган та Лінн Донахью         | Очі Лаури Марс                    |
| 7-а (1980)       | • Вільям Дж. Таттл                                    | Любов з першого укусу             |
| 7-а (1980)       | • Фред Філіпс, Ве Ніл та Джанна Філліпс               | Зоряний шлях: Фільм               |
| 7-а (1980)       | • Том Савіні                                          | Світанок мерців                   |
| 7-а (1980)       | • Пітер Робб-Кінг                                     | Дракула                           |
| 7-а (1980)       | • Пет Хей                                             | Чужий                             |

### 1981—1990
| Рік         | Гример(и)                                                      | Фільм                                |
| ----------- | -------------------------------------------------------------- | ------------------------------------ |
| 8-а (1981)  | • Дік Сміт                                                     | Сканнери                             |
| 8-а (1981)  | • Дік Сміт                                                     | Змінені стани                        |
| 8-а (1981)  | • Роб Боттін та Рік Бейкер                                     | Виття                                |
| 8-а (1981)  | • Рік Страттон, Сью Дольф та Стів Ніл                          | Битва за межі зірок                  |
| 8-а (1981)  | • Колін Букер                                                  | Затемнення                           |
| 8-а (1981)  | • Джанетто де Россі                                            | Зомбі 2                              |
| 9-а (1982)  | • Рік Бейкер                                                   | Американський перевертень у Лондоні  |
| 9-а (1982)  | • Стен Вінстон                                                 | Мертві й поховані                    |
| 9-а (1982)  | • Стен Вінстон                                                 | Серце сигналить                      |
| 9-а (1982)  | • Безіл Ньюолл та Анна Драйхерст                               | Екскалібур                           |
| 9-а (1982)  | • Кен Чейз                                                     | Втеча з Нью-Йорка                    |
| 10-а (1983) | • Дороті Дж. Перл                                              | Полтергейст                          |
| 10-а (1983) | • Вернер Кепплер і Джеймс Лі Маккой                            | Зоряний шлях 2: Гнів Хана            |
| 10-а (1983) | • Хосе Антоніо Санчес                                          | Конан-варвар                         |
| 10-а (1983) | • Сью Дольф                                                    | Заборонений світ                     |
| 10-а (1983) | • Хацуо Нагатомо                                               | Дім, де живе зло                     |
| 11-а (1984) | • Стюарт Фріборн та Філ Тіпетт                                 | Зоряні війни: Повернення джедая      |
| 11-а (1984) | • Джеймс Р. Скрибнер                                           | Кошмари                              |
| 11-а (1984) | • Дік Сміт і Карл Фуллертон                                    | Голод                                |
| 11-а (1984) | • Кен Брук                                                     | Дивні загарбники                     |
| 11-а (1984) | • Гері Ліддіард і Джеймс Р. Скрібнер                           | Щось зле ось так                     |
| 12-а (1985) | • Стен Вінстон                                                 | Термінатор                           |
| 12-а (1985) | • Том Сміт                                                     | Індіана Джонс і Храм Долі            |
| 12-а (1985) | • Джанетто де Россі                                            | Дюна                                 |
| 12-а (1985) | • Роберт Дж. Шиффер                                            | Сплеск                               |
| 12-а (1985) | • Грег ЛаКава                                                  | Гремліни                             |
| 13-а (1986) | • Том Савіні                                                   | День мерців                          |
| 13-а (1986) | • Джон Карл Бюхлер, Ентоні Дублін та Джон Наулін               | Реаніматор                           |
| 13-а (1986) | • Роб Боттін                                                   | Дослідники                           |
| 13-а (1986) | • Вільям Маннс                                                 | Повернення живих мерців              |
| 13-а (1986) | • Кріс Валас                                                   | Ворог мій                            |
| 14-а (1987) | • Кріс Валас                                                   | Муха                                 |
| 14-а (1987) | • Уес Доун, Джефф Доун та Джеймс Лі Маккой                     | Зоряний шлях 4: Подорож додому       |
| 14-а (1987) | • Роб Боттін                                                   | Легенда                              |
| 14-а (1987) | • Пітер Робб-Кінг                                              | Чужі                                 |
| 14-а (1987) | • Джон Карл Бюхлер, Ентоні Дублін, Джон Наулін та Марк Шостром | З іншого виміру                      |
| 15-а (1988) | • Роб Боттін та Стефан Дюпюї                                   | Робот-поліцейський                   |
| 15-а (1988) | • Рік Бейкер                                                   | Гаррі і Хендерсони                   |
| 15-а (1988) | • Кевін Ягер, Марк Шостром та Р. Крістофер Біггс               | Кошмар на вулиці В'язів 3: Воїни сну |
| 15-а (1988) | • Грег Канном, Ве Ніл та Стів Ла Порт                          | Пропащі хлопці                       |
| 15-а (1988) | • Боб Кін                                                      | Повсталий з пекла                    |
| 15-а (1988) | • Марк Шостром                                                 | Зловісні мерці 2                     |
| 16-а (1990) | • Ве Ніл, Стів Ла Порт та Роберт Шорт                          | Бітлджус                             |
| 16-а (1990) | • Стен Вінстон та Джон М. Елліот мол.                          | Нація прибульців                     |
| 16-а (1990) | • Марк Шостром                                                 | Фантазм II                           |
| 16-а (1990) | • Девід Лерой Андерсон та Ленс Андерсон                        | Змія і веселка                       |
| 16-а (1990) | • Боб Кін                                                      | Музей воскових фігур                 |
| 16-а (1990) | • Р. Крістофер Біггс та Шері Шорт                              | Зубастики 2: Основна страва          |

### 1991—2000
| Рік          | Гример(и)                                                           | Фільм                                      |
| ------------ | ------------------------------------------------------------------- | ------------------------------------------ |
| 17-а (1991)  | • Джон Каліоне-молодший, Даг Дрекслер та Чері Міннс                 | Дік Трейсі                                 |
| 17-а (1991)  | • Стефан Дюпюї, Денніс Павлік, Джо-Енн Сміт-Оджейл та Джейн Данкоуз | Муха 2                                     |
| 17-а (1991)  | • Тоні Гарднер та Ларрі Хемлін                                      | Людина пітьми                              |
| 17-а (1991)  | • Джон Стівенсон                                                    | Відьми                                     |
| 17-а (1991)  | • Меггі Вестон та Фабріціо Сфорца                                   | Пригоди барона Мюнгхаузена                 |
| 17-а (1991)  | • Кен Чейз, Майкл Міллс та Кенні Майєрс                             | Назад у майбутнє 2                         |
| 17-а (1991)  | • Боб Кін та Джеффрі Портас                                         | Нічний народ                               |
| 17-а (1991)  | • Пол Енгелен, Лінда Армстронг і Нік Дадман                         | Бетмен                                     |
| 17-а (1991)  | • Роб Боттін, Джефф Доун, Крейг Берклі та Робін Вайс                | Згадати все                                |
| 18-а (1992)  | • Карл Фуллертон та Ніл Марц                                        | Мовчання ягнят                             |
| 18-а (1992)  | • Стен Вінстон та Джефф Доун                                        | Термінатор 2: Судний день                  |
| 18-а (1992)  | • Джон Вуліч та Еверетт Баррелл                                     | Ніч живих мерців                           |
| 18-а (1992)  | • Стен Вінстон і Скотт Х. Еддо                                      | Хижак 2                                    |
| 18-а (1992)  | • Девід Б. Міллер                                                   | Нічого, крім біди                          |
| 18-а (1992)  | • Гордон Дж. Сміт                                                   | Частини тіла                               |
| 19-а (1993)  | • Стен Вінстон і Ве Ніл                                             | Бетмен повертається                        |
| 19-а (1993)  | • Грег Канном, Метью В. Мангл та Мішель Берк                        | Дракула                                    |
| 19-а (1993)  | • Боб Кін                                                           | Повсталий з пекла 3: Пекло на Землі        |
| 19-а (1993)  | • Стів Джонсон                                                      | Дорога у пекло                             |
| 19-а (1993)  | • Дік Сміт та Кевін Хейні                                           | Смерть їй личить                           |
| 19-а (1993)  | • Майкл Міллз та Едвард Френч                                       | Зоряний шлях 6: Невідкрита країна          |
| 19-а (1993)  | • Боб Кін                                                           | Кендімен                                   |
| 20-а (1994)  | • Кевін Хейні                                                       | Моральні цінності сімейки Адамсів          |
| 20-а (1994)  | • Кричащий Божевільний Джордж та Стів Джонсон                       | Зляканий                                   |
| 20-а (1994)  | • Кевін Ягер та Мітчелл Дж. Кофлін                                  | Найкращий друг людини                      |
| 20-а (1994)  | • Джефф Гудвін, Вінсент Дж. Гуастіні та Роб Берман                  | Супербрати Маріо                           |
| 20-а (1994)  | • Боб Кін                                                           | Чорнокнижник 2: Армагеддон                 |
| 20-а (1994)  | • (K.N.B. EFX Group Inc., Alterian Inc.)                            | Армія темряви                              |
| 20-а (1994)  | • Джон Вуліч та Еверетт Баррелл                                     | Темна половина                             |
| 21-а (1995)  | • Рік Бейкер і Ві Ніл                                               | Ед Вуд                                     |
| 21-а (1995)  | • Грег Канном                                                       | Маска                                      |
| 21-а (1995)  | • Деніел Паркер та Пол Енгелен                                      | Франкенштейн Мері Шеллі                    |
| 21-а (1995)  | • Рік Бейкер                                                        | Вовк                                       |
| 21-а (1995)  | • Стен Вінстон і Мішель Берк                                        | Інтерв'ю з вампіром: Хроніка життя вампіра |
| 21-а (1995)  | • Алек Гілліс та Том Вудрафф мол.                                   | Санта Клаус                                |
| 22-а (1996)  | • Роб Боттін та Джин Енн Блек                                       | Сім                                        |
| 22-а (1996)  | • Нік Дадман та Кріс Каннінгем                                      | Суддя Дредд                                |
| 22-а (1996)  | • Стів Джонсон, Білл Корсо та Кенні Майєрс                          | Особина                                    |
| 22-а (1996)  | • (K.N.B. EFX Group Inc.)                                           | Від заходу до світанку                     |
| 22-а (1996)  | • (K.N.B. EFX Group Inc.)                                           | У пащі божевілля                           |
| 22-а (1996)  | • Рік Бейкер, Ве Ніл і Йоланда Туссіенг                             | Бетмен назавжди                            |
| 23-тя (1997) | • Рік Бейкер та Девід Лерой Андерсон                                | Горіховий професор                         |
| 23-тя (1997) | • Стен Вінстон та Шейн Махан                                        | Острів доктора Моро                        |
| 23-тя (1997) | • Дженні Ширкор та Пітер Оуен                                       | Мері Райлі                                 |
| 23-тя (1997) | • Грег Канном                                                       | Той, що худне                              |
| 23-тя (1997) | • Рік Бейкер та Річард Тейлор                                       | Страшили                                   |
| 23-тя (1997) | • Майкл Вестмор, Скотт Вілер та Джейк Гарбер                        | Зоряний шлях: Перший контакт               |
| 24-а (1998)  | • Рік Лаззаріні та Гордон Дж. Сміт                                  | Мутанти                                    |
| 24-а (1998)  | • Рік Бейкер, Девід Лерой Андерсон та Кетрін Джеймс                 | Люди в чорному                             |
| 24-а (1998)  | • Сінді Дж. Вільямс (K.N.B. EFX Group Inc.)                         | Спаун                                      |
| 24-а (1998)  | • Ве Ніл та Джефф Доун                                              | Бетмен і Робін                             |
| 24-а (1998)  | • Луїджі Роккетті та Ніл Марц                                       | Адвокат Диявола                            |
| 24-а (1998)  | • Девід Атертон та Кевін Ягер                                       | Без обличчя                                |
| 25-а (1999)  | • Роберт Курцман, Грег Нікотеро та Говард Бергер                    | Вампіри                                    |
| 25-а (1999)  | • Боб Маккаррон, Леслі Вандерволт та Лінн Вілер                     | Темне місто                                |
| 25-а (1999)  | • Алек Гілліс, Том Вудрафф-молодший, Майкл Міллс та Грег Нельсон    | Цілком таємно                              |
| 25-а (1999)  | • Пітер Робб-Кінг                                                   | Загублені у космосі                        |
| 25-а (1999)  | • Грег Канном та Майкл Жермен                                       | Блейд                                      |
| 25-а (1999)  | • Майкл Вестмор                                                     | Зоряний шлях: Повстання                    |
| 26-а (2000)  | • Нік Дадман і Ейлін Сітон                                          | Мумія                                      |
| 26-а (2000)  | • Фей Хаммонд                                                       | Жадний                                     |
| 26-а (2000)  | • Боб Маккаррон, Ніккі Гулі та Венді Сейнсбері                      | Матриця                                    |
| 26-а (2000)  | • Стен Вінстон, Холлі Д'Амор і Ве Ніл                               | У пошуках галактики                        |
| 26-а (2000)  | • Кевін Ягер і Пітер Оуен                                           | Сонна лощина                               |
| 26-а (2000)  | • Пол Енгелен, Сью Лав та Нік Дадман                                | Зоряні війни: Прихована загроза            |

### 2001—2010
| Рік          | Гример(и)                                                        | Фільм                                               |
| ------------ | ---------------------------------------------------------------- | --------------------------------------------------- |
| 27-а (2001)  | • Рік Бейкер та Гейл Роуелл-Райан                                | Як Ґрінч украв Різдво                               |
| 27-а (2001)  | • Енн Бьюкенен та Ембер Сіблі                                    | Тінь вампіра                                        |
| 27-а (2001)  | • Гордон Дж. Сміт і Енн Броді (FX Smith Inc.)                    | Люди Ікс                                            |
| 27-а (2001)  | • Мішель Берк та Едуард Ф. Енрикес (KNB, EFX Inc.)               | Клітка                                              |
| 27-а (2001)  | • Алек Гілліс, Том Вудрафф-молодший, Джефф Доун та Чарльз Порльє | Шостий день                                         |
| 27-а (2001)  | • Рік Бейкер, Нена Смарц та Еді Джайлз                           | Горіховий професор II: Грудки                       |
| 28-а (2002)  | • Грег Канном і Уеслі Воффорд                                    | Ганнібал                                            |
| 28-а (2002)  | • Рік Бейкер і Джон Блейк                                        | Планета мавп                                        |
| 28-а (2002)  | • Мішель Берк та Каміль Кальве                                   | Ванільне небо                                       |
| 28-а (2002)  | • Пітер Оуен і Річард Тейлор                                     | Володар перснів: Братерство персня                  |
| 28-а (2002)  | • Нік Дадман, Марк Кульє та Джон Ламберт                         | Гаррі Поттер і філософський камінь                  |
| 28-а (2002)  | • Ейлін Сітон, Нік Дадман та Джейн Уокер                         | Мумія повертається                                  |
| 29-а (2003)  | • Пітер Оуен та Пітер Кінг                                       | Володар перснів: Дві вежі                           |
| 29-а (2003)  | • Мішель Берк і Каміль Кальве (Knb Effects Group, Inc.)          | Особлива думка                                      |
| 29-а (2003)  | • Нік Дадман та Аманда Найт                                      | Гаррі Поттер і таємна кімната                       |
| 29-а (2003)  | • Рік Бейкер, Джин Енн Блек і Білл Стерджен                      | Дзвінок                                             |
| 29-а (2003)  | • Майкл Вестмор                                                  | Зоряні війни: Атака клонів                          |
| 29-а (2003)  | • Мішель Тейлор, Гарі Матанкі, Боб Ньютон та Марк Болі           | Блейд II                                            |
| 30-а (2004)  | • Пітер Кінг та Річард Тейлор                                    | Володар перснів: Повернення короля                  |
| 30-а (2004)  | • Ве Ніл та Мартін Семюел                                        | Пірати Карибського моря: Прокляття «Чорної перлини» |
| 30-а (2004)  | • Джефф Доун та Джон Розенгрант                                  | Термінатор 3: Повстання машин                       |
| 30-а (2004)  | • Трефор Прауд та Балаж Новак                                    | Інший світ                                          |
| 30-а (2004)  | • Гордон Дж. Сміт                                                | Люди Ікс 2                                          |
| 30-а (2004)  | • Рік Бейкер, Білл Корсо та Робін Л. Ніл                         | Будинок із приколами                                |
| 31-а (2005)  | • Джейк Гарбер, Метт Роуз і Майк Елізальде                       | Хеллбой                                             |
| 31-а (2005)  | • Грег Канном та Стів Ла Порт                                    | Ван Хелсінг                                         |
| 31-а (2005)  | • Нік Дадман та Аманда Найт                                      | Гаррі Поттер і в'язень Азкабану                     |
| 31-а (2005)  | • Валлі О'Рейлі та Білл Корсо                                    | Лемоні Снікет: 33 нещастя                           |
| 31-а (2005)  | • Пол Джонс                                                      | Оселя зла: Апокаліпсис                              |
| 31-а (2005)  | • Девід Лерой Андерсон та Маріо Качіоппо                         | Світанок мерців                                     |
| 32-а (2006)  | • Говард Бергер, Ніккі Гулі та Грег Нікотеро                     | Хроніки Нарнії: Лев, чаклунка та шафа               |
| 32-а (2006)  | • Річард Тейлор, Джіно Асеведо, Доміні Тілл та Пітер Кінг        | Кінг-Конг                                           |
| 32-а (2006)  | • Говард Бергер та Грег Нікотеро                                 | Земля мертвих                                       |
| 32-а (2006)  | • Дейв Елсі, Лу Елсі та Ніккі Гулі                               | Зоряні війни: Помста ситхів                         |
| 32-а (2006)  | • Нік Дадман та Аманда Найт                                      | Гаррі Поттер і келих вогню                          |
| 32-а (2006)  | • Говард Бергер та Грег Нікотеро                                 | Місто гріхів                                        |
| 33-тя (2007) | • Тодд Мастерс та Ден Реберт                                     | Ковзати                                             |
| 33-тя (2007) | • Говард Бергер, Грег Нікотеро та Маріо Мікісанті                | Пагорби мають очі                                   |
| 33-тя (2007) | • Ве Ніл і Джоел Харлоу                                          | Пірати Карибського моря: Скриня мерця               |
| 33-тя (2007) | • Грег Нікотеро та Скотт Паттон                                  | Техаська різанина бензопилою: Початок               |
| 33-тя (2007) | • Пол Хайєтт та Вікі Ленг                                        | Спуск                                               |
| 33-тя (2007) | • Давід Марті і Монсе Рібе                                       | Лабіринт Фавна                                      |
| 34-а (2008)  | • Ве Ніл та Мартін Семюел                                        | Пірати Карибського моря: На краю світу              |
| 34-а (2008)  | • Шон Сміт, Марк Раппапорт та Скотт Вілер                        | 300 спартанців                                      |
| 34-а (2008)  | • Пітер Оуен та Івана Пріморак                                   | Свіні Тодд                                          |
| 34-а (2008)  | • Давіна Ламонт та Джино Асеведо                                 | 30 днів ночі                                        |
| 34-а (2008)  | • Нік Дадман та Аманда Найт                                      | Гаррі Поттер та Орден Фенікса                       |
| 34-а (2008)  | • Говард Бергер, Грег Нікотеро та Джейк Гарбер                   | Грайндхаус                                          |
| 35-а (2009)  | • Грег Канном                                                    | Загадкова історія Бенджаміна Баттона                |
| 35-а (2009)  | • Майк Елізальде                                                 | Хеллбой 2: Золота армія                             |
| 35-а (2009)  | • Джеральд Квіст                                                 | Грім у тропіках                                     |
| 35-а (2009)  | • Пол Хайєтт                                                     | Судний день                                         |
| 35-а (2009)  | • Джон Каліоне-молодший і Конор О'Салліван                       | Темний лицар                                        |
| 35-а (2009)  | • Грег Нікотеро та Пол Енгелен                                   | Хроніки Нарнії: Принц Каспіан                       |
| 36-а (2010)  | • Барні Берман, Мінді Хол та Джоел Харлоу                        | Зоряний шлях                                        |
| 36-а (2010)  | • Майк Смітсон та Джон Розенгрант                                | Термінатор: Спасіння прийде                         |
| 36-а (2010)  | • Джо Данклі, Сара Рубано та Френсіс Річардсон                   | Дев'ятий округ                                      |
| 36-а (2010)  | • Сара Монзані                                                   | Імаджинаріум доктора Парнаса                        |
| 36-а (2010)  | • Грег Нікотеро та Говард Бергер                                 | Затягни мене до пекла                               |
| 36-а (2010)  | • Грег Нікотеро та Говард Бергер                                 | Книга Ілая                                          |

### 2011—2020
| Рік          | Гример(и)                                                               | Фільм                                         |
| ------------ | ----------------------------------------------------------------------- | --------------------------------------------- |
| 37-а (2011)  | • Рік Бейкер та Дейв Елсі                                               | Людина-вовк                                   |
| 37-а (2011)  | • Енді Клемент та Дональд Моват                                         | Різники                                       |
| 37-а (2011)  | • Енді Клемент, Дженніфер МакДеніел таТарра Д. Дей                      | Дозволь мені війти                            |
| 37-а (2011)  | • Марк Кульє, Нік Дадман та Аманда Найт                                 | Гаррі Поттер і Смертельні реліквії: Частина 1 |
| 37-а (2011)  | • Грег Нікотеро та Говард Бергер                                        | Химера                                        |
| 37-а (2011)  | • Ліндсі Макгоуен та Шейн Махан                                         | Аліса в Країні Чудес                          |
| 38-а (2012)  | • Дейв Елсі, Френ Нідхем та Конор О'Салліван                            | Люди Ікс: Перший клас                         |
| 38-а (2012)  | • Нік Дадман та Аманда Найт                                             | Гаррі Поттер і Смертельні реліквії: Частина 2 |
| 38-а (2012)  | • Аннік Шартьє, Адріан Моро та Ніколетта Скарлатос                      | Війна Богів: Безсмертні                       |
| 38-а (2012)  | • Том Вудрафф-молодший та Алек Гілліс                                   | Дещо                                          |
| 38-а (2012)  | • Тамар Авів                                                            | Шкіра, в якій я живу                          |
| 38-а (2012)  | • Шон Сміт та Скотт Вілер                                               | Конан-варвар                                  |
| 39-а (2013)  | • Хайке Меркер, Деніел Паркер та Джеремі Вудхед                         | Хмарний атлас                                 |
| 39-а (2013)  | • Давид Марті, Монсе Рібе та Васіт Сучітта                              | Неможливе                                     |
| 39-а (2013)  | • Пітер Кінг, Рік Фіндлейтер та Тамі Лейн                               | Хоббіт: Несподівана подорож                   |
| 39-а (2013)  | • Джин Енн Блек та Фей фон Шредер                                       | Сутінки Сага: Світанок — Частина 2            |
| 39-а (2013)  | • Наомі Донн, Дональд Моват та Лав Ларсон                               | 007: Координати «Скайфолл»                    |
| 39-а (2013)  | • Грег Нікотеро, Говард Бергер, Пітер Монтанья та Джулі Х'юетт          | Гічкок                                        |
| 40-а (2014)  | • Дональд Моват                                                         | Полонянки                                     |
| 40-а (2014)  | • Пітер Кінг, Рік Фіндлейтер та Річард Тейлор                           | Хоббіт: Пустка Смога                          |
| 40-а (2014)  | • Говард Бергер, Джеймі Кельман та Пітер Монтанья                       | Уцілілий                                      |
| 40-а (2014)  | • Фей Хаммонд, Марк Кульєр та Кірстін Чалмерс                           | Гонка                                         |
| 40-а (2014)  | • Карен Коен, Девід Уайт та Елізабет Янні-Георгіу                       | Тор: Царство темряви                          |
| 40-а (2014)  | • Патрік Бакстер, Джейн О'Кейн та Роджер Мюррей                         | Зловісні мерці                                |
| 41-а (2015)  | • Девід Уайт і Елізабет Янні-Георгіу                                    | Вартові галактики                             |
| 41-а (2015)  | • Пітер Кінг, Рік Фіндлейтер та Джіно Асеведо                           | Хоббіт: Битва п'яти воїнств                   |
| 41-а (2015)  | • Адріан Моро та Норма Хілл-Паттон                                      | Люди Ікс: Дні минулого майбутнього            |
| 41-а (2015)  | • Пітер Кінг та Метью Сміт                                              | У темному-темному лісі                        |
| 41-а (2015)  | • Білл Терезакіс та Ліза Лав                                            | Світанок планети мавп                         |
| 41-а (2015)  | • Марк Кульє та Деніел Філліпс                                          | Дракула. Невідома історія                     |
| 42-а (2016)  | • Ніл Сканлан                                                           | Зоряні війни: Пробудження Сили                |
| 42-а (2016)  | • Грег Нікотеро, Говард Бергер, Джейк Гарбер та Хеба Торісдоттір        | Мерзенна вісімка                              |
| 42-а (2016)  | • Дональд Моват                                                         | Сікаріо                                       |
| 42-а (2016)  | • Давід Марті, Монсе Рібе та Хаві Бастіда                               | Багряний пік                                  |
| 42-а (2016)  | • Джоел Харлоу та Кенні Нідербаумер                                     | Чорна меса                                    |
| 42-а (2016)  | • Леслі Вандервальт, Деміан Мартін та Елка Вардега                      | Шалений Макс: Дорога гніву                    |
| 43-тя (2017) | • Джоел Харлоу та Моніка Юпперт                                         | Стартрек: За межами Всесвіту                  |
| 43-тя (2017) | • Нік Ноулз                                                             | Фантастичні звірі і де їх шукати              |
| 43-тя (2017) | • Емі Бірн                                                              | Бунтар Один. Зоряні Війни. Історія            |
| 43-тя (2017) | • Чарльз Картер, Ріта Чикоцці та Розаліна Да Сілва                      | Люди Ікс: Апокаліпсис                         |
| 43-тя (2017) | • Аллан Апоне, Джо-Енн Макніл та Марта Роджеро                          | Загін самогубців                              |
| 43-тя (2017) | • Джеремі Вудхед                                                        | Доктор Стрендж                                |
| 44-а (2018)  | • Джоел Харлоу та Кен Діаз                                              | Чорна Пантера                                 |
| 44-а (2018)  | • Джон Блейк та Браян Сайп                                              | Вартові галактики 2                           |
| 44-а (2018)  | • Дональд Моват                                                         | Той, хто біжить по лезу 2049                  |
| 44-а (2018)  | • Майк Хілл та Шейн Махан                                               | Форма води                                    |
| 44-а (2018)  | • Алек Гілліс, Шон Сансом, Том Вудрафф-молодший та Шейн Зандер          | Воно                                          |
| 44-а (2018)  | • Арьєн Туйтен                                                          | Диво                                          |
| 44-а (2018)  | • Пітер Свордс Кінг та Ніл Сканлан                                      | Зоряні війни: Останні джедаї                  |
| 45-а (2019)  | • Джон Блейк та Браян Сайп                                              | Месники: Завершення                           |
| 45-а (2019)  | • Ліза Лав та Тейт Стейнзік                                             | Закатати в асфальт                            |
| 45-а (2019)  | • Аннік Шартьє та Адріан Моро                                           | Кладовище домашніх тварин                     |
| 45-а (2019)  | • Білл Корсо                                                            | Руйнівник                                     |
| 45-а (2019)  | • Марк Кульє та Фернанда Перес                                          | Суспірія                                      |
| 45-а (2019)  | • Трістан Верслуіс, Наомі Данн та Дункан Джарман                        | Оверлорд                                      |
| 45-а (2019)  | • Джуді Чин та Майк Маріно                                              | Мертві не помирають                           |
| 46-а (2020)  | • Аманда Найт та Ніл Сканлан                                            | Зоряні війни: Скайвокер. Сходження            |
| 46-а (2020)  | • Янта Голдберг, Шон Сансом та Шейн Зандер                              | Воно: Частина друга                           |
| 46-а (2020)  | • Роберт Курцман та Бернадетт Мазур                                     | Доктор Сон                                    |
| 46-а (2020)  | • Арьєн Туйтен та Девід Уайт                                            | Чаклунка: Повелителька темряви                |
| 46-а (2020)  | • Б'янка Аппіс, Білл Корсо, Стівен Келлі, Денніс Ліддіард та Кевін Ягер | Білл і Тед                                    |
| 46-а (2020)  | • Норман Кабрера, Майк Елізальде та Майк Хілл                           | Страшні історії для розповіді у темряві       |